# Tulipa mongolica
Tulipa mongolica är en liljeväxtart som beskrevs av Yi Zhi Zhao. Tulipa mongolica ingår i släktet tulpaner, och familjen liljeväxter. Inga underarter finns listade.